# Blendio
Blendio is een gemeente (commune) in de regio Sikasso in Mali. De gemeente telt 12.300 inwoners (2009).